# Erja Lyytinen
Erja Lyytinen (Kuopio, 7 juli 1976) is een rock- en blueszangeres uit Finland. Ze wordt geroemd om haar zangkwaliteiten en haar slide playing.

## Biografie
Ze begon op dertienjarige leeftijd in een jongerencentrum met wat gitaarlessen. Na een paar lessen stopte de leraar ermee, en ging Lyytinen op eigen kracht verder oefenen. In 1997 studeerde ze een jaar in Zweden aan de Musikhögskolan i Malmö, waarna ze terugkeerde naar Finland. Daar studeerd ze als eerste vrouw gitaar, en studeerde ze in 2003 af aan de Sibelius Academy in Helsinki.
In 2017 won Lyytinen bij de European Blues Awards de titel Best Guitarist. In 2020 werd ze tweede bij de door tijdschrift Guitar World georganiseerde verkiezing Best Guitarist vote.
Tijdens de corona-lockdown bracht Lyytinen in 2020 een Engelstalig autobiografisch boek uit, Blues Queen.
Lyytinen is moeder van een tweeling.

## Band
Erja Lyytinen is de bandleider van de gelijknamige bluesband. Deze band bestaat verder uit:
- Erja Lyytinen, zang en gitaar
- Tatu Back (bas, achtergrondzang)
- Miika Aukio (toetsen, achtergrondzang)
- Iiro Laitinen (slagwerk)

## Discografie

### Albums
- 2006, Pilgrimage: Mississippi To Memphis
- 2010, Voracious Love
- 2012, Songs from the Road, live CD[11]
- 2014, The Sky is Crying
- 2015, Attention
- 2017, Stolen Hearts
- 2019, Another World[12]
- 2020, Lockdown Live 2020, live album[13]
- 2023, Diamonds On The Road (Live)

### Singles
- 2021, Silent Night[8]